# Robert Bernardis
Robert Bernardis (Innsbruck, 7 agosto 1908 – Berlino, 8 agosto 1944) è stato un militare austriaco, ufficiale della Wehrmacht, coinvolto nell'attentato a Hitler del 20 luglio 1944.

## Biografia
Bernardis iniziò la sua carriera militare come tenente a Enns in Austria. Dopo l'annessione dell'Austria nel 1938, accettò il nuovo regime. Con l'inizio della Seconda guerra mondiale, con l'esperienza maturata al fronte e aver assistito all'uccisione di civili cambiò idea e si unì alla resistenza contro il Terzo Reich.
Nel 1944, promosso Oberstleutnant venne assegnato allo Stato Maggiore Generale. Quando l'attentato contro Hitler fallì fu arrestato dalla Gestapo il giorno stesso, ritenuto colpevole di aver dato il via all'esecuzione del resto del piano dell'Operazione Valkyria. L'8 agosto fu condannato a morte dal Tribunale del Popolo e fucilato immediatamente nella prigione berlinese Plötzensee.
Malgrado fosse stata deportata nel campo di concentramento di Ravensbrück la famiglia di Bernardis sopravvisse alla guerra.